# Galilaei (cràter)
Galilaei és un cràter d'impacte lunar situat a l'Oceanus Procellarum occidental. A certa distància cap al sud-est apareix el cràter Reiner, mentre que al sud-sud-oest s'hi troba Cavalerius. Al nord-est del cràter es localitza una esquerda amb uns marcats meandres denominada Rima Galilaei. Cap al sud-est se situa la inusual formació Reiner Gamma, un remolí lunar format pel material de diferents tons procedent d'un sistema de marques radials.
Es tracta d'un cràter relativament senzill, amb una vora esmolada que té una albedo més alta que la mar circumdant. Les parets interiors descendeixen cap al pis interior, convergint pràcticament al seu centre.
A uns 40 quilòmetres al sud s'hi troba el lloc d'aterratge de la sonda robòtica Luna 9, el primer vehicle a realitzar un aterratge controlat a la superfície lunar.
Malgrat ser la primera persona a publicar l'observació astronòmica de la Lluna amb un telescopi, a Galileo Galilei només se'l commemora amb aquesta modesta formació.
Inicialment, el nom Galilaeus havia estat aplicat per Giovanni Battista Riccioli, un jesuïta italià que va produir un dels primers mapes detallats de la Lluna el 1651, amb un element proper gran i brillant (ara conegut com Reiner Gamma, però que en aquells dies es desconeixia que no fóra un cràter). El nom va ser modificat per Johann Heinrich von Mädler en el seu influent Mappa Selenographica, publicat en col·laboració amb Wilhelm Beer en quatre parts entre 1834 i 1836. El motiu de Mädler per a aquest canvi va ser el fet que el seu mapa lunar no designava elements d'albedo característic (com el remolí Reiner Gamma), la qual cosa li va obligar a transferir el nom de Galileu a un cràter proper insignificant.

## Cràters satèl·lit
Per convenció aquests elements són identificats en els mapes lunars posant la lletra en el costat del punt central del cràter que està més prop de Galilaei.
|          | \| Galilaei \| Coordenades \| Diàmetre \| \| -------- \| ------------------------------------ \| -------- \| \| A \| 11° 42′ N, 62° 54′ O / 11.7°N,62.9°O \| 11 km \| \| B \| 11° 24′ N, 67° 36′ O / 11.4°N,67.6°O \| 15 km \| \| D \| 8° 42′ N, 62° 42′ O / 8.7°N,62.7°O \| 1 km \| \| E \| 14° 00′ N, 61° 48′ O / 14.0°N,61.8°O \| 7 km \| \| F \| 12° 18′ N, 66° 12′ O / 12.3°N,66.2°O \| 3 km \| \| G \| 12° 42′ N, 67° 06′ O / 12.7°N,67.1°O \| 1 km \| \| H \| 11° 30′ N, 68° 42′ O / 11.5°N,68.7°O \| 7 km \| \| J \| 13° 00′ N, 61° 54′ O / 13.0°N,61.9°O \| 4 km \| \| K \| 13° 00′ N, 62° 42′ O / 13.0°N,62.7°O \| 3 km \| \| L \| 13° 12′ N, 58° 30′ O / 13.2°N,58.5°O \| 3 km \| \| M \| 13° 18′ N, 56° 48′ O / 13.3°N,56.8°O \| 3 km \| \| S \| 15° 24′ N, 64° 42′ O / 15.4°N,64.7°O \| 2 km \| \| T \| 16° 12′ N, 61° 24′ O / 16.2°N,61.4°O \| 2 km \| \| V \| 17° 06′ N, 60° 18′ O / 17.1°N,60.3°O \| 3 km \| \| W \| 17° 48′ N, 60° 30′ O / 17.8°N,60.5°O \| 4 km \| |          |
| Galilaei | Coordenades | Diàmetre |
| A        | 11° 42′ N, 62° 54′ O / 11.7°N,62.9°O | 11 km    |
| B        | 11° 24′ N, 67° 36′ O / 11.4°N,67.6°O | 15 km    |
| D        | 8° 42′ N, 62° 42′ O / 8.7°N,62.7°O | 1 km     |
| E        | 14° 00′ N, 61° 48′ O / 14.0°N,61.8°O | 7 km     |
| F        | 12° 18′ N, 66° 12′ O / 12.3°N,66.2°O | 3 km     |
| G        | 12° 42′ N, 67° 06′ O / 12.7°N,67.1°O | 1 km     |
| H        | 11° 30′ N, 68° 42′ O / 11.5°N,68.7°O | 7 km     |
| J        | 13° 00′ N, 61° 54′ O / 13.0°N,61.9°O | 4 km     |
| K        | 13° 00′ N, 62° 42′ O / 13.0°N,62.7°O | 3 km     |
| L        | 13° 12′ N, 58° 30′ O / 13.2°N,58.5°O | 3 km     |
| M        | 13° 18′ N, 56° 48′ O / 13.3°N,56.8°O | 3 km     |
| S        | 15° 24′ N, 64° 42′ O / 15.4°N,64.7°O | 2 km     |
| T        | 16° 12′ N, 61° 24′ O / 16.2°N,61.4°O | 2 km     |
| V        | 17° 06′ N, 60° 18′ O / 17.1°N,60.3°O | 3 km     |
| W        | 17° 48′ N, 60° 30′ O / 17.8°N,60.5°O | 4 km     |

### Altres referències
- (WGPSN), IAU Working Group for Planetary System Nomenclature. «Gazetteer of Planetary Nomenclature. 1:1 Million-Scale Maps of the Moon» (en anglès).  UAI / USGS, 13-02-2013. [Consulta: 6 abril 2016].
- Andersson, L. E.; Whitaker, E. A.,. NASA Catalogue of Lunar Nomenclature (en anglès).  NASA RP-1097, 1982.
- Blue, Jennifer. «Gazetteer of Planetary Nomenclature» (en anglès).  USGS, 25-07-2007. [Consulta: 2 gener 2012].
- Bussey, B.; Spudis, P.. The Clementine Atlas of the Moon (en anglès).  Nueva York: Cambridge University Press, 2004. ISBN 0-521-81528-2.
- Cocks, Elijah E.; Cocks, Josiah C.. Who's Who on the Moon: A Biographical Dictionary of Lunar Nomenclature (en anglès).  Tudor Publishers, 1995. ISBN 0-936389-27-3.
- McDowell, Jonathan. «Lunar Nomenclature» (en anglès).   Jonathan's Space Report, 15-07-2007. [Consulta: 2 gener 2012].
- Menzel, D. H.; Minnaert, M.; Levin, B.; Dollfus, A.; Bell, B. «Report on Lunar Nomenclature by The Working Group of Commission 17 of the IAU» (en anglès). Space Science Reviews, 12, 1971, pàg. 136.
- Moore, Patrick. On the Moon (en anglès).  Sterling Publishing Co, 2001. ISBN 0-304-35469-4.
- Price, Fred W. The Moon Observer's Handbook (en anglès).  Cambridge University Press, 1988. ISBN 0521335000.
- Rükl, Antonín. Atlas of the Moon (en anglès).  Kalmbach Books, 1990. ISBN 0-913135-17-8.
- Webb, Rev. T. W.. Celestial Objects for Common Telescopes, 6ª edición revisada (en anglès).  Dover, 1962. ISBN 0-486-20917-2.
- Whitaker, Ewen A. Mapping and Naming the Moon (en anglès).  Cambridge University Press, 2003. 978-0-521-54414-6.
- Wlasuk, Peter T. Observing the Moon (en anglès).  Springer, 2000. ISBN 1-85233-193-3.